# Projekt Manhattan
Projekt Manhattan je bilo ime skrivnega vojaškega projekta med drugo svetovno vojno. Namen tega projekta je bil, da ZDA v sodelovanju z Združenim kraljestvom in Kanado kot prve na svetu izdelajo atomsko bombo. V tem času so se zavezniki bali, da bi Nemci in njihovi strokovnjaki izdelali podobno uničevalno orožje. Vodje raziskav so bili fizik Julius Robert Oppenheimer, vodja fizikalnega oddelka, Hans Albrecht Bethe, vodja teoretičnega dela, in general Leslie R. Groves. Po vojni se je izkazalo, da je bila bojazen zaveznikov odveč, saj so uspeli Nemci usposobiti le majhen jedrski reaktor in tudi še niso na veliko razmišljali o jedrskem orožju, saj naj bi bilo tedaj to le zapravljanje energije in dragih surovin.
Rezultat Projekta Manhattan je bil načrtovanje, izdelava in sprožitev treh atomskih bomb leta 1945. Prvo, iz plutonija, so sprožili 16. julija v puščavi blizu Soccorra v Novi Mehiki med poskusom s kodnim imenom Trinity. Drugo, uranovo, Deček (Little Boy) so odvrgli in sprožili 6. avgusta nad Hirošimo na Japonskem. Tretja, spet plutonijeva, Debeluh (Fat Man), je eksplodirala nad Nagasakijem (Japonska), samo tri dni po eksploziji v Hirošimi.
V projekt so vključili več kot 130.000 ljudi, stroški pa so znašali blizu dve milijardi takratnih ameriških dolarjev (20 milijard današnjih dolarjev).